# Narcís Frígola i Fajula
Narcís Frígola i Fajula (Castelló d'Empúries, 9 de setembre de 1842 – 1892?) fou un músic i compositor català.

## Biografia
El seu pare era Josep Frigola i Carreras, també músic, i la seva mare Anna Fajula i Casellas tots dos naturals de Castelló d'Empúries. Pertanyia a una família castellonina amb molt tradició musical (per exemple, el seu germà Bonaventura Frigola i Fajula i llurs cosins germans Bartomeu i Bonaventura Frígola i Frígola també eren músics). En les darreries de la seva vida visqué a Blanes, on el 1879 dirigia la Sociedad Coral Blandense.
Compongué ballables, com valsos, schottisch i masurques. També va ser autor de la sardana Lloret agraïtper a cor i cobla i diverses sardanes curtes compostes per a cobla de set músics, dues de les quals foren editades en disc en la col·lecció Clàssics de la sardana el 1980 (Sardanes vuit-centistes, per la cobla Ciutat de Girona Barcelona: Columbia, 1978). L'Arxiu Municipal de Lloret de Mar conserva partitures seves del període 1851-1885 amb lletres de Josep Guitart i Raventós (sardanes, música de ball i una missa a tres veus).

## Obres
- Enriqueta, masurca
- Estuche espada mala basto, masurca
- Juego de danzas
- Lloret agraït (1891), sardana per a cor i cobla. Sembla que ha tingut altres títols: Un record i La sardana d'en Taulina
- Lloret agraït, americana cantada
- Misa a tres voces
- El recién nacido, americana cantada
- Vals infernal per a piano

- Vuit sardanes curtes, sense títols propis